# Слайфилд, Тим
Ти́моти Джеймс Сла́йфилд (англ. Timothy James Slyfield, 30 января 1975, Окленд) — новозеландский дзюдоист, представитель полусредней, средней и полутяжёлой весовых категорий. Выступал за сборную Новой Зеландии по дзюдо в период 1995—2014 годов, дважды бронзовый призёр Игр Содружества, двукратный чемпион Океании, участник четырёх чемпионатов мира и летних Олимпийских игр в Сиднее.

## Биография
Тим Слайфилд родился 30 января 1975 года в пригороде Окленда, Новая Зеландия.
Впервые заявил о себе в 1991 году, выиграв бронзовую медаль на чемпионате Новой Зеландии среди кадетов. В последующие годы неоднократно побеждал и попадал в число призёров на юниорских первенствах Северного острова, Новой Зеландии, Океании.
В 1995 году впервые одержал победу на взрослом чемпионате Новой Зеландии, вошёл в основной состав новозеландской национальной сборной и побывал на чемпионате мира в Тибе, где уже в 1/32 финала уступил титулованному канадцу Николя Жилю. Два года спустя боролся на мировом первенстве в Париже, на сей раз дошёл до стадии 1/8 финала.
Одержал победу на чемпионате Океании 1998 года в Самоа, стал бронзовым призёром чемпионата Содружества в Эдинбурге.
На чемпионате мира 1999 года в Бирмингеме был выбит из борьбы за медали в 1/32 финала сербом Андрия Джуришичем.
В 2000 году вновь победил на чемпионате Океании и благодаря череде удачных выступлений удостоился права защищать честь страны на летних Олимпийских играх в Сиднее. В категории до 81 кг благополучно прошёл первого соперника по турнирной сетке, но во втором поединке в 1/16 финала уступил венгерскому борцу Кристиану Тёльдьеши.
После сиднейской Олимпиады Слайфилд остался в основном составе дзюдоистской команды Новой Зеландии и продолжил принимать участие в крупнейших международных турнирах. Так, в 2001 году он боролся на чемпионате мира в Мюнхене, а в 2002-м выиграл бронзовую медаль на Играх Содружества в Манчестере. В 2005 году в очередной раз одержал победу на чемпионате страны и затем сделал достаточно длительный перерыв в своей спортивной карьере.
В 2011 году вернулся в элиту мирового дзюдо и вскоре выиграл один из этапов Кубка мира. В 2013 и 2014 годах становился серебряным призёром чемпионатов Океании в полутяжёлой весовой категории. Последний раз показал сколько-нибудь значимый результат на международной арене на Играх Содружества в Глазго, где выиграл в полутяжёлом весе награду бронзового достоинства. По окончании этих соревнований принял решение завершить спортивную карьеру, уступив место в сборной молодым новозеландским дзюдоистам.